# Javier Sánchez (giocatore di calcio a 5)
Javier Sánchez Franco, detto Javi (Cáceres, 25 gennaio 1971), è un ex giocatore di calcio a 5 spagnolo, campione del mondo nel 2000 e campione europeo con la Nazionale spagnola nel 1996 e nel 2001.

## Carriera

### Club
Utilizzato nel ruolo di pivot, Javi Sánchez ha militato in due tra le migliori società spagnole dell'epoca, cioè il Pinturas Lepanto e soprattutto il Playas de Castellón di cui, a fine carriera, è stato direttore tecnico. Con la prima è stato vicecampione d'Europa per club, battuto in finale dalla BNL Calcetto mentre con il Castellon ha ottenuto i migliori risultati vincendo il campionato spagnolo nel 1999-00 e nel 2000-01 nonché un European Champions Tournament nel 2001 e successivamente due Coppa UEFA nel 2002 e 2003.

### Nazionale
Con la selezione spagnola Sánchez ha esordito in amichevole a Madrid in Spagna-Uruguay 6-0 del 19 ottobre 1993. Ha raggiunto le cento presenze nelle furie rosse nel marzo del 2003 nell'amichevole Spagna-Iran 6-2.

## Palmarès

### Club

#### Competizioni nazionali
- Campionato spagnolo: 2
1999-00, 2000-01

#### Competizioni internazionali
- Coppa UEFA: 2
2001-02, 2002-03
- European Champions Tournament: 1
2000-01

### Nazionale
- Campionato mondiale: 1
2000
- Campionato d'Europa: 2
1996 e 2001